# Cardiff International Arena
La Cardiff International Arena (precedentemente nota come Cardiff International Arena & Convention Centre e attualmente, per motivi di sponsorizzazione, come Utilita Arena Cardiff) è un'arena al coperto situata a Cardiff, in Galles, ed è stata inaugurata il 9 settembre 1993 dalla cantante Shirley Bassey. È la più grande arena di Cardiff e il piano superiore dell'edificio è noto come World Trade Centre.
L'arena contiene una serie di aree funzionali, la più grande delle quali è l'arena principale, che ha ospitato molti eventi nazionali e internazionali, come concerti, spettacoli sportivi e comici.

## Storia

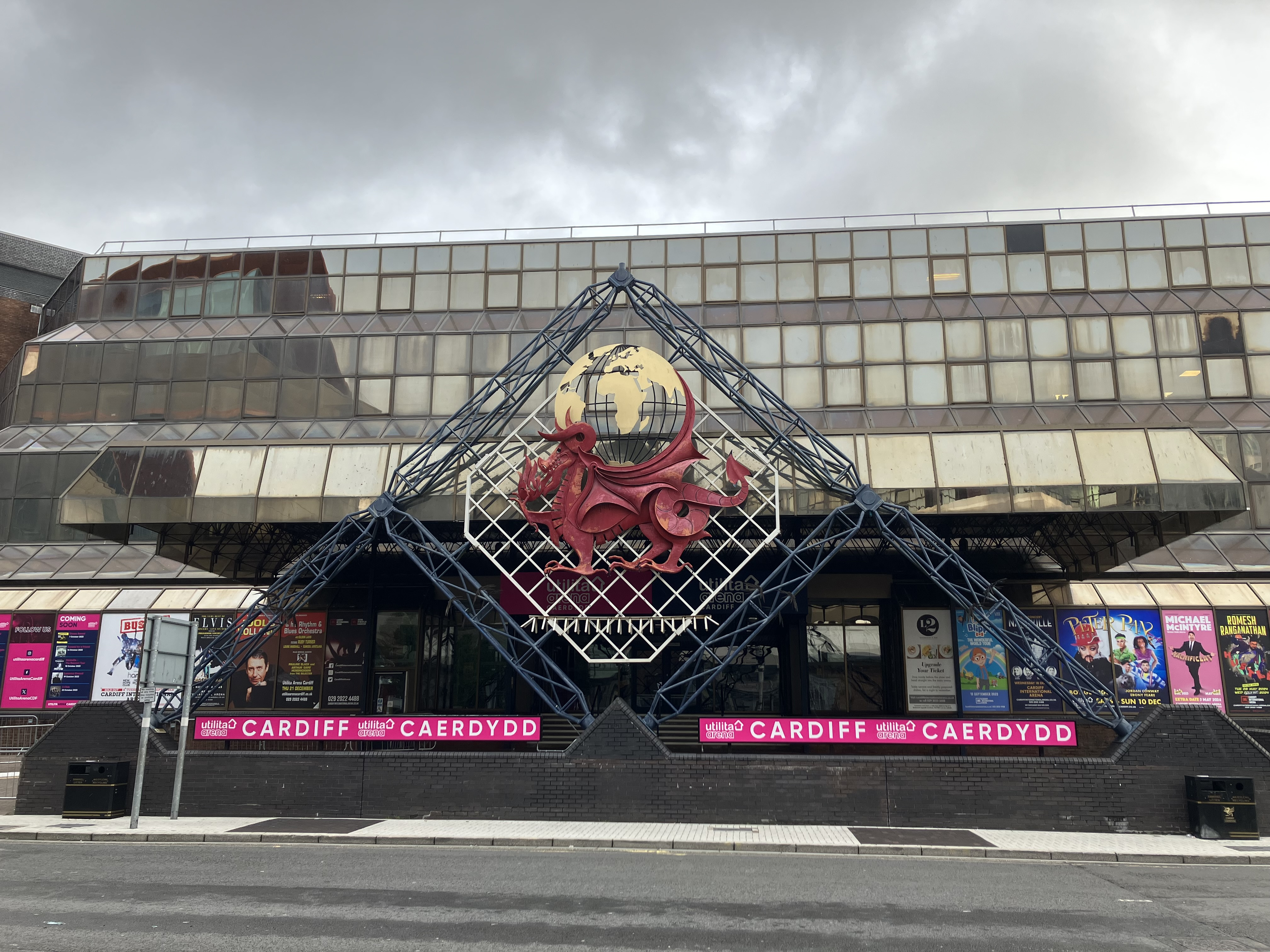
Il drago rosso davanti all'ingresso principale dell'arena, nel 2023.

Durante la fase di costruzione, l'impianto era noto come Cardiff World Trade Centre e la sua apertura era prevista per il gennaio 1992. Faceva parte di un complesso che comprendeva un nuovo hotel, inaugurato nel 1990, costruito di fronte la vicina Wales National Ice Rink e una serie di edifici per uffici circostanti.
L'arena, così ribattezzata, è stata inaugurata il 9 settembre 1993 da Shirley Bassey, davanti a 5.500 fan. Il concerto è stato poi trasmesso dalla BBC One il 30 luglio 1994. È stata inaugurata ufficialmente dalla Regina Elisabetta II il 14 ottobre 1993.
Il contratto di locazione originale è stato concesso allo sviluppatore Brent Walker, che lo ha successivamente assegnato all'Ambassador Theatre Group. Nel 1999, SFX Entertainment ha acquisito l'arena. Attualmente è di proprietà del gigante dei media statunitense Live Nation UK, che ha confermato di voler cessare la gestione dell'arena esistente e di voler rescindere il contratto di locazione del sito di proprietà del Comune se la nuova arena al coperto da 15.000 posti proposta ad Atlantic Wharf verrà costruita per sostituirla e se riuscirà ad assicurarsi il contratto di locazione del gestore. La Cardiff International Arena dovrebbe quindi essere chiusa da Live Nation e potrebbe essere demolita, insieme ai parcheggi adiacenti e agli edifici di proprietà di Rapport, per dare spazio a un nuovo sviluppo commerciale che verrebbe integrato nel Canal Quarter su Churchill Way.

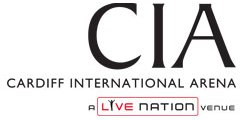
Il logo della Cardiff International Arena utilizzato prima che l'arena fosse ridenominata Motorpoint Arena.

Il 1º marzo 2011, la Cardiff International Arena è stata rinominata Motorpoint Arena Cardiff, per motivi di sponsorizzazione, dopo che la società di vendita di automobili ha stipulato un accordo relativo ai diritti di denominazione dell'arena per cinque anni in quello che è stato definito “un investimento a sette cifre”. Altri nomi che si sono esibiti nell'arena sono Westlife, Kylie Minogue, One Direction, Jessie J, Anastacia, Steps, JLS, Jason Derulo e Mariah Carey.
Nel marzo 2015, il 3000° evento della struttura è stato segnato da uno spettacolo guidato dalla cantante Katherine Jenkins. Nel luglio 2016, Motorpoint ha esteso il suo contratto di diritti di denominazione con l'arena almeno fino al 2021. Nel corso del 2017 e del 2018, l'arena è stata sottoposta a una significativa opera di ammodernamento e ristrutturazione, durata 18 mesi e finanziata da Live Nation, in tempo per il suo 25º anniversario, che ha incluso l'installazione di un nuovo bar di Carlsberg chiamato The Danish Quarter, la ristrutturazione dello spazio più piccolo Exit 7 e dell'esistente L2 Restaurant & Bar, l'aggiornamento delle suite per l'ospitalità e del sistema di loop per l'udito, oltre a nuovi ascensori, telecamere per il riconoscimento facciale e altri aggiornamenti relativi alla sicurezza.
Il 22 settembre 2022 l'arena è tornata al suo nome originale, dopo essere stata chiamata Motorpoint Arena Cardiff dal marzo 2011.
Nell'agosto 2023 l'arena è stata rinominata Utilita Arena Cardiff, per motivi di sponsorizzazione, dopo che la società energetica ha stipulato un accordo sui diritti di denominazione dell'arena.

## Strutture

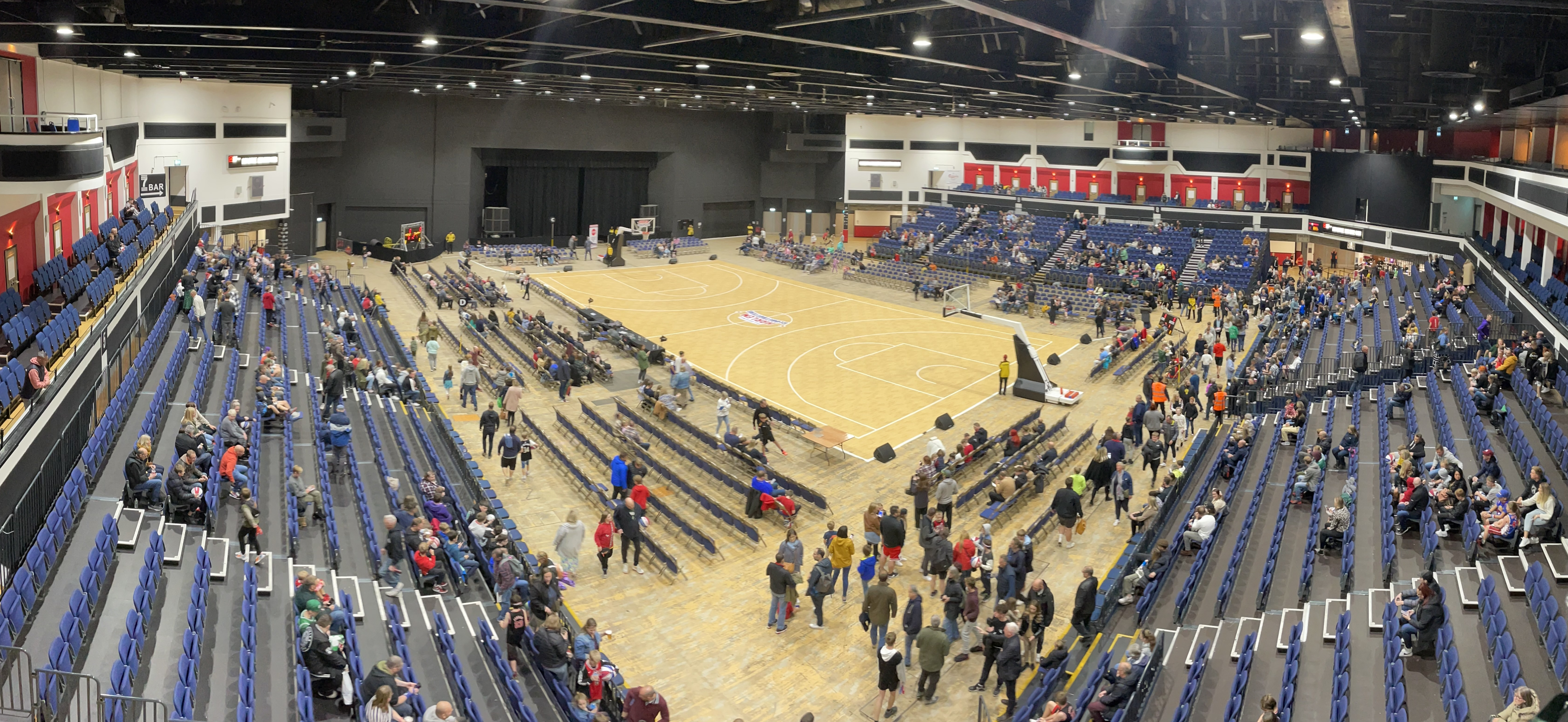
Interno della Cardiff International Arena nell'ottobre 2022.

L'arena principale offre 4.500 m2 di spazio espositivo. La capienza può raggiungere i 7.500 posti in piedi e i 5.000 posti a sedere. Vi sono oltre 30 aree aggiuntive, tra cui una suite per conferenze (gruppi fino a 460 persone) e quattro sale riunioni.

## Eventi

### Eventi comici
Il comico Lee Evans ha portato all'arena quattro tour XL Tour, Big, Roadrunner e Monsters; Evans ha tenuto il suo ultimo spettacolo prima di ritirarsi dalla stand-up comedy all'arena dal 24 al 30 novembre 2014.

### Musica

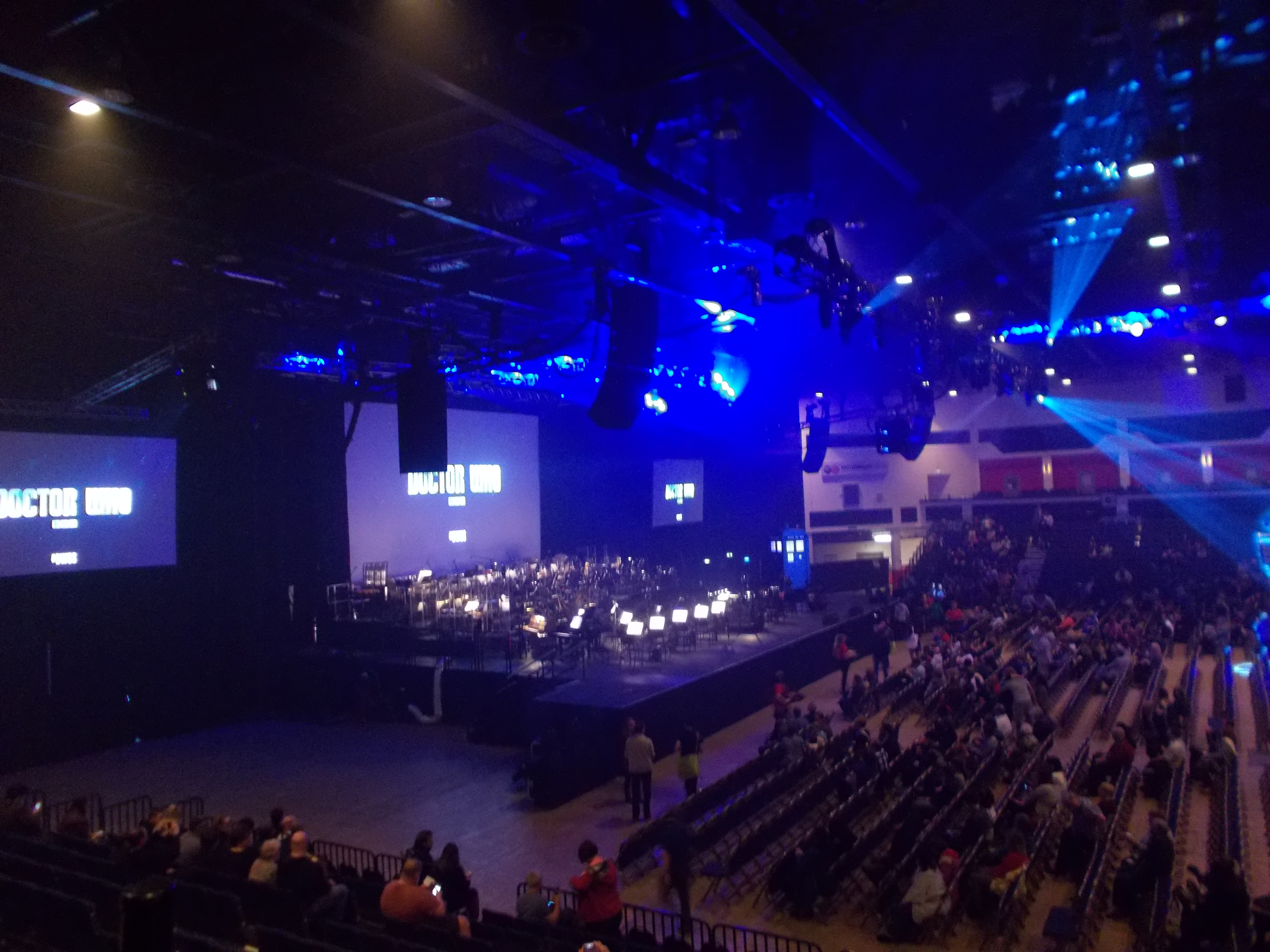
L'arena durante il Doctor Who Symphonic Spectacular.

Da quando è stato inaugurato, il locale ha ospitato numerosi concerti di artisti come The Corrs, A-HA, Sigrid, George Ezra, Richard Ashcroft, Mumford & Sons, Two Door Cinema Club, Fatboy Slim, The 1975, Bring Me The Horizon, Céline Dion, Kylie Minogue, Beyoncé, Lady Gaga, Katy Perry, Rihanna, Metallica, Enrique Iglesias, The Script, New Kids on the Block, Take That, Paloma Faith, Carrie Underwood, Michael Bublé, Steps, Craig David, Gary Barlow, James Blunt, Kelly Clarkson, Avril Lavigne, Liam Gallagher, Iron Maiden, Alice Cooper, Dio, Twisted Sister, Meat Loaf, Pink, Gwen Stefani, Girls Aloud, Sugababes, Gabrielle, LeAnn Rimes, Culture Club, Jessie J, Little Mix, Dolly Parton, Anastacia, Fifth Harmony, Leona Lewis, Ellie Goulding, Olly Murs, Ella Eyre, John Newman, Westlife, Dua Lipa, Nicki Minaj, Noel Gallagher's High Flying Birds, The Killers, Biffy Clyro, The Prodigy, The Nolans, The Beach Boys, Frankie Valli, McFly, Panic! at the Disco, Dropkick Murphys, Feeder, Fall out Boy, You Me At Six, Blink 182, All American Rejects, Ben Howard, Arctic Monkeys, Paramore, Yungblud, The Vamps, One Direction, Niall Horan, Louis Tomlinson, 5 Seconds of Summer e i beniamini locali Catatonia, Kids in Glass Houses, Stereophonics e i Manic Street Preachers.

### Sport

#### Palla a nove (biliardo)
Il campionato mondiale WPA di palla a nove è stato ospitato alla Cardiff International Arena tra il 2000 e il 2003.

#### Freccette
Dal 2007, l'arena è stata una delle sedi della Premier League Darts, comprese le semifinali e le finali della Premier League Darts 2008 il 26 maggio 2008. La PDC Champions League of Darts si è tenuta nell'arena nel 2016 e nel 2017.

#### Snooker

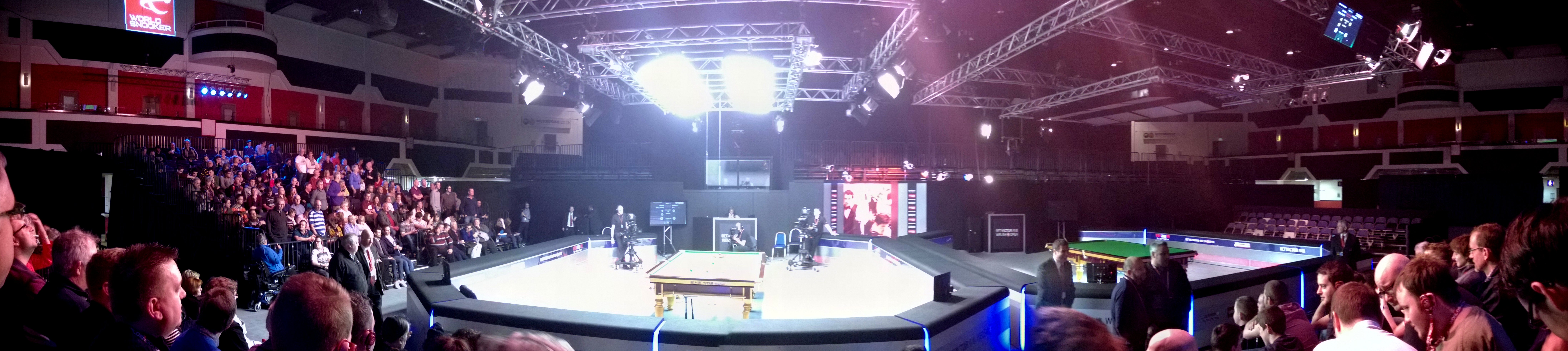
L'arena quando ospitò gli Welsh Open di snooker nel 2015.

Nel febbraio 2015, il Welsh Open di snooker è stato trasferito dal Newport Centre (dove si svolgeva dal 2005) alla Cardiff International Arena. L'arena ha precedentemente ospitato il campionato tra il 1999 e il 2003. Nel 2021 l'evento è stato nuovamente trasferito a Newport, questa volta presso il Celtic Manor Resort.

### Wrestling
Nel 2019, il brand NXT UK della WWE ha annunciato che la sede avrebbe ospitato il secondo evento TakeOver del brand, NXT UK TakeOver: Cardiff. L'evento si svolse il 31 agosto 2019 ed è stato il primo a svolgersi in Galles. Il 21 agosto 2024, All Elite Wrestling ha fatto il suo debutto in Galles, mandando in onda Dynamite e Collision come parte della settimana All In London.